# 侯赛因·阿克巴什
侯赛因·阿克巴什（土耳其語：Hüseyin Akbaş，1933年—1989年2月15日），土耳其男子摔跤运动员。他曾代表土耳其参加1956年、1960年和1964年夏季奥林匹克运动会摔跤比赛，获得一枚银牌和一枚铜牌。